# Westbury-on-Severn
Westbury-on-Severn è un villaggio e parrocchia civile dell'Inghilterra, appartenente alla contea del Gloucestershire.